# Chemielaborant

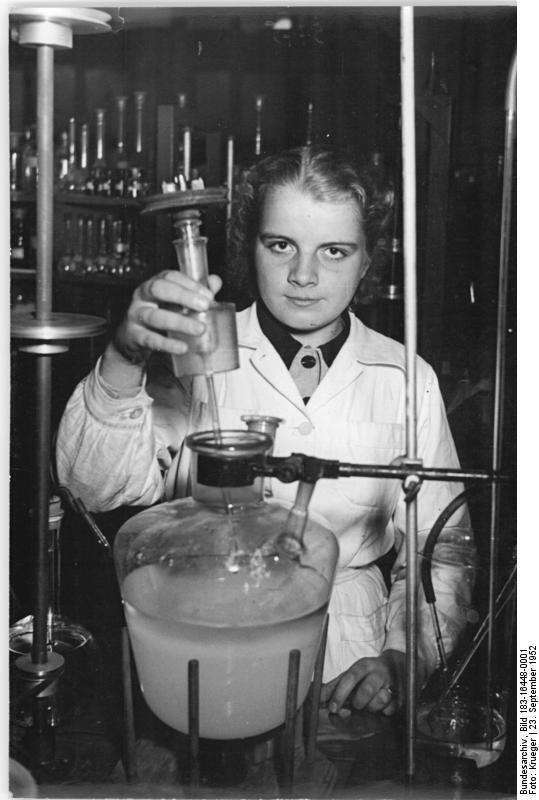
Chemielaborantin (1952)

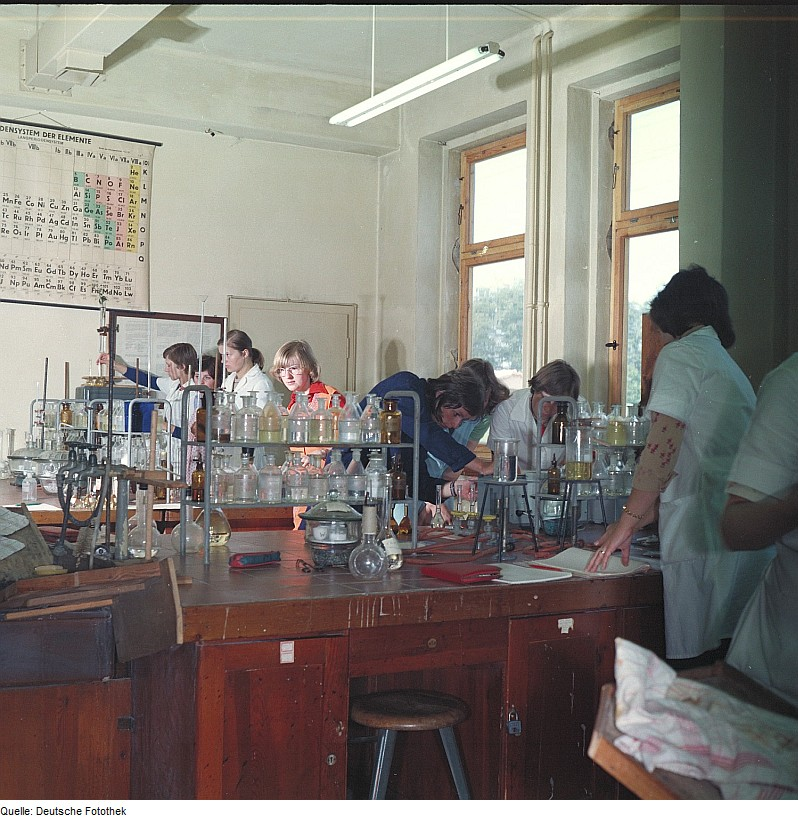
Ausbildung von Chemielaboranten im VEB Keramische Werke Hermsdorf (KWH), Thüringen/DDR, 1977.

Chemielaboranten bzw. Chemielabortechniker (Österreich) arbeiten in einer engen Kooperation mit Naturwissenschaftlern und Ingenieuren in Forschungs-, Entwicklungs- und Produktionslaboratorien der Industrie, an Hochschulen, in chemischen Forschungsstätten und in Untersuchungsstellen. Bei der Übertragung eines chemischen Verfahrens vom Labormaßstab in den betrieblichen Maßstab werden sie auch in Technika eingesetzt.
Chemielaboranten führen Analysen, Synthesen und messtechnische Aufgaben selbständig durch, dabei planen sie die in Laboratorien vorkommenden praktischen Arbeitsabläufe, protokollieren die Arbeiten und werten die Arbeitsergebnisse aus. Bei ihren Arbeiten müssen sie verantwortungsvoll insbesondere die Vorschriften und Regelungen zur Arbeitssicherheit, zum Gesundheitsschutz, zum Umweltschutz sowie zur Qualitätssicherung berücksichtigen. Sie besitzen eine breit angelegte naturwissenschaftliche Ausbildung, die es ihnen ermöglicht, in vielen unterschiedlichen Bereichen team- und projektbezogen zu arbeiten.

## Situation in Deutschland
Die Ausbildung zum Chemielaboranten ist in Deutschland nach dem Berufsbildungsgesetz geregelt und findet an den Lernorten Betrieb und Berufsschule im so genannten Dualen System statt. Sie dauert in der Regel 3½ Jahre und kann bei guter Leistung auf 3 oder in Ausnahmefällen auf 2½ Jahre verkürzt werden. Chemielaboranten
- bereiten chemische und physikalisch-chemische Laboruntersuchungen und Versuchsreihen vor und führen sie durch,
- stellen Lösungen her,
- bestimmen die Konzentration von Lösungen (z. B. Säuren oder Laugen),
- bestimmen Nebenprodukte,
- berechnen die Ausbeute chemischer Synthesen,
- führen chromatographische Trennungen durch,
- führen chemische Mess- und Umwandlungsverfahren sowie stöchiometrische Berechnungen durch,
- bedienen chemisch-technische Apparaturen und Laborgeräte und überwachen deren Betrieb,
- warten Apparaturen und Laborgeräte und halten sie in Stand,
- kontrollieren und protokollieren chemische Vorgänge.

Im Jahre 2002 wurde die Ausbildungsordnung novelliert. Die ersten beiden Ausbildungsjahre widmen sich der grundlegenden Ausbildung für das chemische Labor. In den darauf folgenden Ausbildungsjahren werden verschiedene Wahlqualifikationen gewählt (zum Beispiel Spektroskopie, Chromatographie, Verfahrenstechnik, Synthesetechnik).
Eine Aufspaltung in verschiedene Fachrichtungen existiert somit nicht mehr.
Eine Fortbildungsmöglichkeit ist der Chemietechniker.

### Prüfung
Ab der Erprobungsverordnung von 2002 wurde die Abschlussprüfung in zwei Teile aufgeteilt, dieses wurde durch die Neuordnung 2009 bestätigt. Der erste Teil der Abschlussprüfung ist für das Ende des zweiten Ausbildungsjahres vorgesehen. Er trägt 35 % der Endnote bei und behandelt primär die organisch-präparative Chemie. Der zweite Teil der Abschlussprüfung (mit 65 % gewertet) erfolgt zum regulären Ende der Ausbildung und behandelt die Bereiche anorganische und analytische Chemie sowie 3 von 8 ausgewählten Wahlqualifikationen. Der Prüfungsbereich „Wirtschafts- und Sozialkunde“ wird im zweiten Teil geprüft und trägt dabei 10 % zur Gesamtnote bei.

## Situation in der Schweiz
Die Ausbildung zum Chemielaboranten dauert  drei Jahre und erfolgt nach dem dualen bzw. trialen Ausbildungsmodell. Die Ausbildung kann, entsprechende Bildung (im Fall einer Zweitausbildung) vorausgesetzt, auf 2 Jahre verkürzt werden, wobei hier die theoretische Ausbildung an der Berufsschule wegfällt. Gelernt werden neben den allgemeinen chemischen Grundlagen auch organische Chemie, Umweltkunde, Giftkunde, Fachenglisch, Physikalische Grundlagen, Biologie, Fachrechnen und Labormethodik.
Es gibt folgende drei Spezialisierungsrichtungen: Analytik, Synthese und Galenik.

### Prüfung
Die chemischen Grundlagen werden, vorgezogen, im vierten Semester geprüft und zählt mit der Note der Fachenglischprüfung zusammen. Die eigentliche LAP findet Ende des dritten Lehrjahres statt und besteht aus folgenden Teilprüfungen:
- 2 Tage praktische Prüfung im Labor
- Biologie (vorgezogen, 45 Minuten)
- Organische Chemie, Allgemeine Chemie, Fachenglisch, Labormethodik und Physikalische Grundlagen (LPMG), je eine Stunde
- Fachrechnen, 100 Minuten
- Allgemeinbildung (für Auszubildende, die ihre erste Ausbildung machen)

Eine Zwischenprüfung findet nicht statt.
Die mündlichen Prüfungen wurden 2008 zum letzten Mal durchgeführt. Sie wurden damals in Organischer Chemie und Allgemeiner Chemie abgenommen und die dabei erhaltenen Prüfungsnoten jeweils mit dem schriftlichen Prüfungsergebnis zu einer Unternote zusammengerechnet.

## Situation in Österreich
Die Ausbildungsinhalte unterscheiden sich nur unwesentlich von denen in Deutschland oder der Schweiz, die offizielle Bezeichnung lautet in Österreich abweichend Labortechniker. Der Lehrberuf Chemielabortechnik wurde per 1. Juni 2015 durch den Modullehrberuf Labortechnik ersetzt. Im Lehrberuf Chemielabortechnik können keine neuen Ausbildungen mehr begonnen werden. In diesem Modullehrberuf wurden mit 1. Juni 2016 die möglichen Modulkombinationen geändert.
Die Ausbildung im Modullehrberuf Labortechnik umfasst verpflichtend eine zweijährige Ausbildung im Grundmodul Labortechnik und eine eineinhalbjährige Ausbildung in einem der folgenden Hauptmodule:
- Chemie
- Lack- und Anstrichmittel
- Biochemie

Zusätzlich kann in einem weiteren halben Ausbildungsjahr ein zweites Hauptmodul oder das Spezialmodul Laborautomation gewählt werden.
Kombinationsmöglichkeiten: Das Hauptmodul „Biochemie“ kann mit den anderen Hauptmodulen nicht kombiniert werden. Ansonsten sind alle Kombinationen zulässig.
Dauer der Lehrzeit:
- 3,5 Jahre: Grundmodul + ein Hauptmodul
- 4 Jahre: Grundmodul + ein Hauptmodul + ein Spezialmodul
- 4 Jahre: Grundmodul + zwei Hauptmodule

### Prüfung
Die Lehrabschlussprüfung gliedert sich in einen praktischen und in einen theoretischen Teil. Die theoretische Prüfung umfasst die Gegenstände Chemie, Technologie und Angewandte Mathematik. Der praktische Teil besteht aus einer Prüfarbeit und einem darauf aufbauenenden kommissionellen Fachgespräch. Die Prüfarbeit ist im Wesentlichen die Bearbeitung eines
betrieblichen Arbeitsauftrages mit Dokumentation.

## Bekannte Chemielaboranten (Auswahl)
Es gibt eine Reihe von Chemielaboranten, die beachtliche akademische Würden erlangten. Helmut Schwarz wurde als Professor an der Technischen Universität Berlin, Träger des Heinz Maier-Leibnitz-Preises und Präsident der Alexander von Humboldt-Stiftung bekannt. Dieter Hoppe war Professor an der Universität Münster, Ulrich Stottmeister an der Universität Leipzig, Heinz Köser an der Otto-von-Guericke-Universität Magdeburg und Jürgen Gmehling der Universität Oldenburg. Jürgen Martens ist Professor am Institut für Chemie der Universität Oldenburg. In England begann Carol V. Robinson als Chemielaborantin. Der historisch wohl berühmteste Chemielaborant ist Michael Faraday.